# Marini (Prijedor, BiH)
Marini su naseljeno mjesto u sastavu općine Prijedor, Republika Srpska, BiH.

## Stanovništvo
| Marini             |              |
| godina popisa      | 1991.        |
| Srbi               | 241 (99,18%) |
| Hrvati             | 0            |
| Muslimani          | 0            |
| Jugoslaveni        | 1 (0,41%)    |
| ostali i nepoznato | 1 (0,41%)    |
| ukupno             | 243          |